# Buch.Preis
Der Buch.Preis[sic] war ein Literaturpreis, der von der Arbeiterkammer Oberösterreich und dem Linzer Brucknerhaus als Wettbewerb ausgeschrieben wird. Der Preis wurde als Nachfolger des Max-von-der-Grün-Preises ins Leben gerufen. Seit 2017 wird der AK-Literaturpreis als der neue Literaturpreis der Arbeiterkammer vergeben.

## Max-von-der-Grün-Preis für Literatur zur Arbeitswelt
Um Arbeitnehmer und ihre Lebenswelt zum Thema zu machen, wurde von der Arbeiterkammer Oberösterreich von 1976 bis 1998 ein Förderungspreis für Literatur der Arbeitswelt ausgeschrieben. Die Jury leitete der deutsche Arbeiterdichter Max von der Grün. Der Preis war mit 15.000 Schilling dotiert. Zu den ersten Preisträgern zählte Helmut Zenker, der später mit Kottan ermittelt Furore machte. Unter den 128 Preisträgern befinden sich weiters Gerhard Ruiss, Erich Hackl, Eugenie Kain, Barbara Bronnen, Elfriede Kern und Franzobel. Texte wurden in der Buchreihe Geschichten aus der Arbeitswelt veröffentlicht.
- 1977 Gerhard Ruiss 1. Preis
- 1982 Eugenie Kain
- 1983 El Awadalla 2. Preis
- 1989 Rudolf Habringer, Publikumspreis für Christian Futscher
- 1991 Paulus Hochgatterer
- 1992 Rudolf Habringer
- 1993 Helmut Rizy 1. Preis, Anerkennungspreis für Gabriele Kögl

## Buch.Preis
Der Preis zeichnet Werke von österreichischen oder in Österreich lebenden Autoren aus, die sich auf hohem literarischem Niveau kritisch mit der gesellschaftlichen Realität unserer Zeit und mit den sozialen Bedingungen beschäftigen, unter denen die Menschen arbeiten – oder nicht mehr arbeiten dürfen.
Mit einem Preisgeld von 10.000 Euro zählt der Preis zu den höchstdotierten Literaturauszeichnungen Österreichs.

### Preisträger
- 1999 Kopfstücke von Elfriede Kern
- 2000 Himmelfahrt von O. P. Zier
- 2001 Herzfleischentartung von Ludwig Laher
- 2002 Portierisch von Ferdinand Schmatz
- 2003 Atemnot von Eugenie Kain
- 2004 Kalte Herberge von Werner Kofler zusammen mit Engelszungen von Dimitré Dinev
- 2005 Der Tote im Bunker von Martin Pollack
- 2006 Chlor von Johannes Gelich zusammen mit Das Fest der Steine oder Die Wunderkammer der Exzentrik von Franzobel
- 2007 stillborn von Michael Stavarič[4]
- 2008 Über Nacht von Sabine Gruber[5]
- 2009 Der lange Gang über die Stationen von Reinhard Kaiser-Mühlecker[6]

## AK-Literaturpreis
Nachdem die Arbeiterkammer Oberösterreich den Buch.Preis letztmals im Jahr 2009 vergeben hatte, rief sie nach mehrjähriger Pause den AK-Literaturpreis ins Leben, der 2017 erstmals vergeben wurde. Nominierungsfähig sind noch nicht veröffentlichte literarische Texte, die sich kritisch mit Themen aus der Arbeitswelt und den Brennpunkten unserer Gesellschaft beschäftigen. Mit diesem Profil und dem Preisgeld von ebenfalls 10.000 Euro entspricht der Preis weitestgehend seinem Vorgänger. Das Preisgeld wird in einen Jurypreis von 7.500 Euro und einen Publikumspreis von 2.500 Euro aufgeteilt.

### 2017
Die Jury für die erste Vergabe des Preises wurde mit der Journalistin und Autorin Sibylle Hamann, dem Grazer Literaturwissenschaftler Klaus Kastberger, dem Schriftsteller Doron Rabinovici, der Juristin und Bereichsleiterin im ÖGB-Verlag, Evelyn Beyer, und der AK-Kulturreferentin Sonja Fröhlich besetzt. Aus 133 eingereichten Texten wählten die Juroren eine Shortlist aus fünf Arbeiten aus, die bei der Preisverleihung Ende September 2017 vorgestellt wurden.
Den Hauptpreis 2017 erhielt die in Berlin lebende Autorin Magdalena Schrefel. Der Publikumspreis ging an Cathrin A. Stadler.

### 2019
Im Frühjahr 2019 wurde der Literaturpreis zum zweiten Mal ausgeschrieben, insgesamt wurden 134 Texte eingereicht. Aus diesen wurden von einer Expertenjury die fünf Besten ausgewählt, für den AK-Literaturpreis 2019 wurden folgende Autoren nominiert:
- Dimitré Dinev mit Das bloße Berufsleben von Boubakar Balinda
- Nava Ebrahimi mit Die Rückkehr der Angst (Romanauszug)
- Sandra Gugić mit Zorn und Stille (Romanauszug)
- Marie Luise Lehner mit Anna. Mindestsicherung.
- Isabella Straub mit Das Zweitbeste, das mir je passiert ist

Mit dem mit 7500 Euro dotierten AK-Literaturpreis ausgezeichnet wurde Marie Luise Lehner, der mit 2500 Euro dotierte Publikumspreis ging an Isabella Straub.

### 2021
Für den AK-Literaturpreis 2021 wurden folgende Autoren nominiert:
- Florian Gantner mit Agile Arno
- Elias Hirschl mit Das Schweigen der Hydraulikpressen
- Barbi Marković mit Mortal Kombat
- Andreas Renoldner mit LIEBLOS LIEBEVOLL oder DAHEIM
- Mercedes Spannagel mit Alle Fische fliegen hoch

Mit dem mit 7500 Euro dotierten AK-Literaturpreis ausgezeichnet wurde Mercedes Spannagel, der mit 2500 Euro dotierte Publikumspreis ging an Elias Hirschl.